# Я
Я, я（称呼为 ja）是一个西里尔字母。
Я 是俄语、烏克蘭語、白俄罗斯语和保加利亚语最後一个字母。Я 在俄语亦是代名词“我”的意思。有一种流行的说法，称“Я是最后一个字母”是用来教导俄罗斯儿童学会谦逊。有趣的是，在早期西里尔字母中，用来解作“我”的意思的是第一个字母 А（读 АЗЪ）。

## 字母历史

Iota化的A

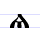
小Jus

字母ѧ被称作小Jus，最初表示一个前鼻元音，常常转写为ę。这个字母的历史（在教会斯拉夫语及白话文）随着各个使用西里尔字母的地方语言发音上的变化而变化。
在塞尔维亚，[ę]在初期演变成[e]，而且ѧ不再使用，被Е取代。在保加利亚情况很复杂，由于事实上方言不同而且有不同的正字法，但大多数情况下许多[ę]的发音变成了[e]，而某些情况下与[ǫ]融合，特别是在屈折语尾，例如一些动词现在时第三人称单数правѧтъ（现代保加利亚语）。这个字母仍在使用，但是其用法，特别是与其他jus相关的，被音值或者词源学方式的拼写法则规范了。
在东斯拉夫语族里面，[ę]已经去鼻音化，可能演变成颚化前面辅音的[æ]；颚化音成为音素后，发音 /æ/ 与 /a/ 融合，此后ѧ表示颚化音之后的/a/，或者元音前或元音后的/ja/。然而，西里尔字母已经有字母表示这个音，就是Ꙗ，此后对于东斯拉夫人来说这两个字母是相等的。这个字母在梅勒蒂乌斯·斯摩特里茨基1619年撰写的语法书中相应地列为“ꙗ и҆лѝ ѧ”；他解释道Ꙗ用在词首，而ѧ随处可用。（事实上他还从第三人称代词宾格复数的阳性与中性ꙗ҆̀区分了阴性ѧ҆̀。）这反映出先前抄写者及17世纪莫斯科的印刷工人的进一步的规范（并且延续在现代教会斯拉夫语）。然而，在当时白话和非正式的书写中，这两个字母被完全混用了。

在这段时期俄罗斯的手抄本的写法中这个字母变成了现在的形式：ѧ左腿逐渐变短，最后完全消失，同时中间的腿向左伸长，变成了я的形状。

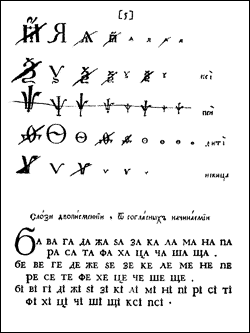
彼得大帝把[ja]的字母形式（第一行）选定为Я而不是或者

在彼得一世发出的公用体范本中，ꙗ、ѧ和я的形式被合在一起；彼得撤掉了前两个，选择я作为现在的字母，而且在俄罗斯沿用至今。这也被引入了现代乌克兰语及白俄罗斯语的类似的正字法。在19世纪的保加利亚，旧式西里尔字母和公用体都用于印刷，用я对应先前的ѧ，而且有许多规范正写法的尝试，像是Nayden Gerov在普罗夫迪夫学校的示范更为保守，基本维持了中古保加利亚语的正字法，其他人尝试更符合语音学原则的合理化的拼写，而且1893年的一项计划提出完全废止字母я。20世纪初期，在俄罗斯的影响下，я被用来表示/ja/（不是对应保加利亚语的ę），保持对/jɐ/的拼写但不再用于其他用法，这是其现在的用法。

## 字母的次序
在俄语和乌克兰语字母中排第33位，在白俄罗斯语字母中排第32位，在保加利亚语字母中排第30位。

## 音值
通常为 /ja/ 或 /ʲa/（腭化元音後）。
在俄语中，重音前的Я（非重音）用在单字时变为/ji/，例如的发音为/pjitˈsot/。

## 字符编码
Unicode给这个字母的公用体和古体形式分别设了编码。许多Unicode 5.1之前的古体斯拉夫字体把Ꙗ/ꙗ放在了Я/я的码位而不是私用区，但从Unicode 5.1开始，Ꙗ与Я从编码上分离。
|                    | Я                          | Я                          | я                        | я                        |
| ------------------ | -------------------------- | -------------------------- | ------------------------ | ------------------------ |
| Unicode名称        | Cyrillic Capital Letter Ya | Cyrillic Capital Letter Ya | Cyrillic Small Letter Ya | Cyrillic Small Letter Ya |
| 编码               |                            |                            |                          |                          |
| Unicode            | 435                        | U+042F                     | 455                      | U+044F                   |
| UTF-8              | 208 175                    | D0 AF                      | 209 143                  | D1 8F                    |
| UTF-16             | 1071                       | 042F                       | 1103                     | 044F                     |
| 字符值引用         | &#1071;                    | &#x42F;                    | &#1103;                  | &#x44F;                  |
| KOI8-R与KOI8-U     | 241                        | F1                         | 209                      | D1                       |
| Code page 855      | 224                        | E0                         | 222                      | DE                       |
| Code page 866      | 159                        | 9F                         | 239                      | EF                       |
| Windows-1251       | 223                        | DF                         | 255                      | FF                       |
| ISO/IEC 8859-5     | 207                        | CF                         | 239                      | EF                       |
| Macintosh Cyrillic | 159                        | 9F                         | 223                      | DF                       |
| GB 2312            | 42945                      | A7C1                       | 42993                    | A7F1                     |
| HKSCS              | 51284                      | C854                       | 51317                    | C875                     |

## 参看
- 伪西里尔字母